# ONCF DI 500
Les DI 500 constituent une série de locomotives Diesel du Maroc.
Souhaitant renouveler son parc de manœuvres après l'élimination des séries DD 450 et DE 470, l'ONCF du Maroc se tourne vers l'industrie américaine et vers un modèle standard du catalogue General Motors

## Conception
Les DI 500 appartiennent au type SW 1001 de General Motors. Ce modèle est mis au point à la fin des années 1960, après l'échec commercial du type SW 1000 auprès des principaux réseaux industriels. Concrètement, il s'agit d'un hybride reprenant la motorisation et les capots du SW 1000 et le châssis et la cabine des SW 1200. Le moteur appartient à la gamme 645 et peut être décliné en plusieurs versions. 230 exemplaires du SW 1001 sont construits par General Motors entre septembre 1968 et juin 1986, à savoir 151 pour les États-Unis, 4 pour le Canada, 5 pour la Guinée (Compagnie des Bauxites de Guinée n° 201 à 205) en 1972/74, 28 pour la Corée du Sud (KNR n° 2101 à 2128) en 1969/71, 18 pour le Mexique, 5 pour l'Arabie saoudite (SR n° 1022 à 1026) en 1981, 1 pour le Royaume-Uni Western Yeoman n° FY 44) en 1980, et les 18 unités destinées au Maroc. Ce modèle est en fin de carrière commerciale lorsque l'Office national des chemins de fer passe sa commande, mais d'autres unités sont encore construites sous licence par des filiales de General Motors dans les années 1990, comme les 310 de la Renfe.
Les SW 1001 marocains sont équipés d'une version 8 cylindres en V turbocompressé du moteur 645E. Ils sont livrés en deux lots :
- DI 501 à 513, EMD n° 818038-1 à 818038-13 de 1982
- DI 514 à 518, EMD n° 818061-1 à 818061-5 de 1984

Le dernier lot est commandé de concert avec les DK 559 à 561 pour une somme de 7,1 millions de dollars (fourniture des pièces de rechange comprise).

## Service

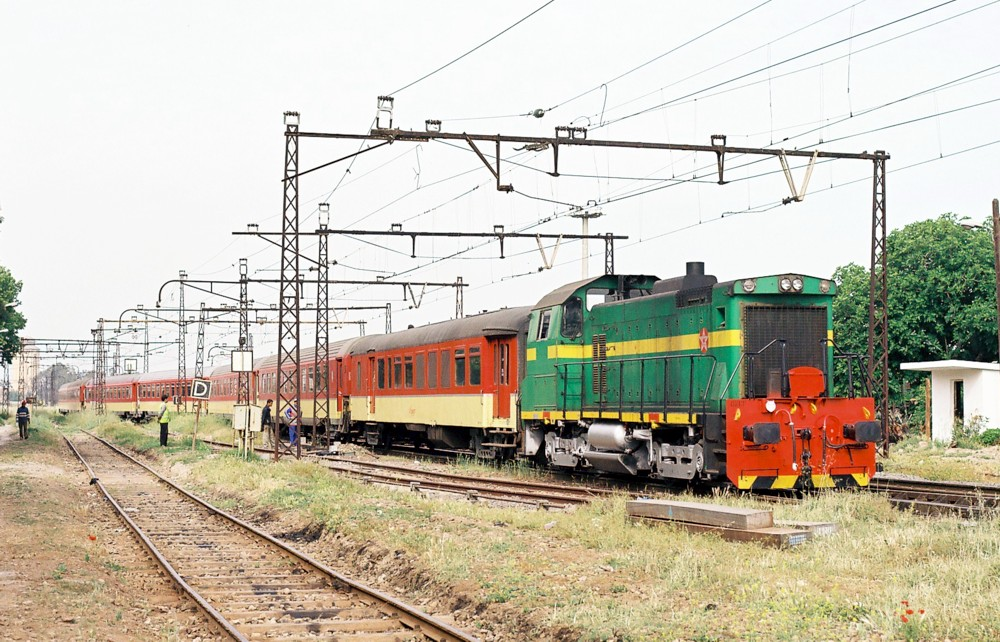
La DI 504 à Fès le 26 avril 2005

Les DI 500 sont utilisés dans les principales gares de triage du pays, et assurent également la desserte des zones industrielles et des embranchements particuliers.